# Estádio Aquático Olímpico
Das Estádio Aquático Olímpico war eine temporäre Schwimmhalle im Olympiapark Rio de Janeiro.

## Geschichte
Der Bau begann 2014 auf dem Gelände des ehemaligen Autódromo Internacional Nelson Piquet. Die Einweihung fand am 8. April 2016 in Anwesenheit von Präsidentin Dilma Rousseff statt.
Während den Olympischen Sommerspielen 2016 fanden in der Halle die Schwimmwettkämpfe und Spiele im Wasserball statt. Auch im Rahmen der Sommer-Paralympics 2016 wurden hier Schwimmwettbewerbe ausgetragen.
Nach Abschluss der beiden Spiele sollte es abgebaut und wiederverwendet werden. Mit Stand 2019 steht die Schwimmhalle jedoch noch an Ort und Stelle und verfällt.